# Klažary
Klažary (německy Glassern) jsou malá vesnice, část obce Kamenná v okrese České Budějovice v Jihočeském kraji. Nachází se asi 2,5 kilometru severně od Kamenné. Je zde evidováno 16 adres. V roce 2011 zde trvale žilo osmnáct obyvatel.
Klažary leží v katastrálním území Kamenná u Trhových Svinů o výměře 6,37 km².

## Název
Název vesnice je odvozen z německého slova Glaser (sklář). V historických pramenech se objevuje ve tvarech: de glasar (1401), z Glazar (1405), v Glazařiech (1437), Kleziaru (1544), w Kleyžaržjch (1675), Glasln (1720), Glasern (1789), Glasern a Kleyžary (1841) a Klejžary (Klažary) nebo Glasern (1854).

## Historie
První písemná zmínka o vesnici pochází z roku 1401. Klažary byly vybudovány jako údolní lánová ves. Jednotlivé usedlosti stály osamoceně na svazích nad potokem, jednotlivé pásy pozemků se táhly od jednotlivých statků dozadu.

## Obyvatelstvo
| Rok            | 1869 | 1880 | 1890 | 1900 | 1910 | 1921 | 1930 | 1950 | 1961 | 1970 | 1980 | 1991 | 2001 | 2011 | 2021 |
| -------------- | ---- | ---- | ---- | ---- | ---- | ---- | ---- | ---- | ---- | ---- | ---- | ---- | ---- | ---- | ---- |
| Počet obyvatel | 126  | 130  | 104  | 118  | 134  | 120  | 114  | 73   | 61   | 31   | 15   | 1    | 5    | 18   | 20   |
| Počet domů     | 27   | 22   | 22   | 24   | 24   | 24   | 28   | 16   | 16   | 7    | 6    | 13   | 13   | 12   | 13   |

## Obecní správa
Při sčítání lidu v letech 1850–1868 Klažary byly osadou obce Kondrač v okrese Budějovice. V letech 1869–1889 byly osadou obce Pěčín v okrese Budějovice. V letech 1890–1958 byly znovu osadou obce Kondrač v okrese České Budějovice (v letech 1890–1910 Budějovice). Od 1. ledna 1959 do 31. prosince 1975 byly osadou obce Kamenná, se kterým patřil nejprve do okresu České Budějovice, ale v roce 1950 v okrese Trhové Sviny a od roku 1960 v okrese České Budějovice. Od 1. ledna 1976 do 23. listopadu 1990 byly částí města Trhové Sviny v okrese České Budějovice. Od 24. listopadu 1990 jsou opět částí obce Kamenná v okrese České Budějovice.

## Pamětihodnosti a zajímavosti

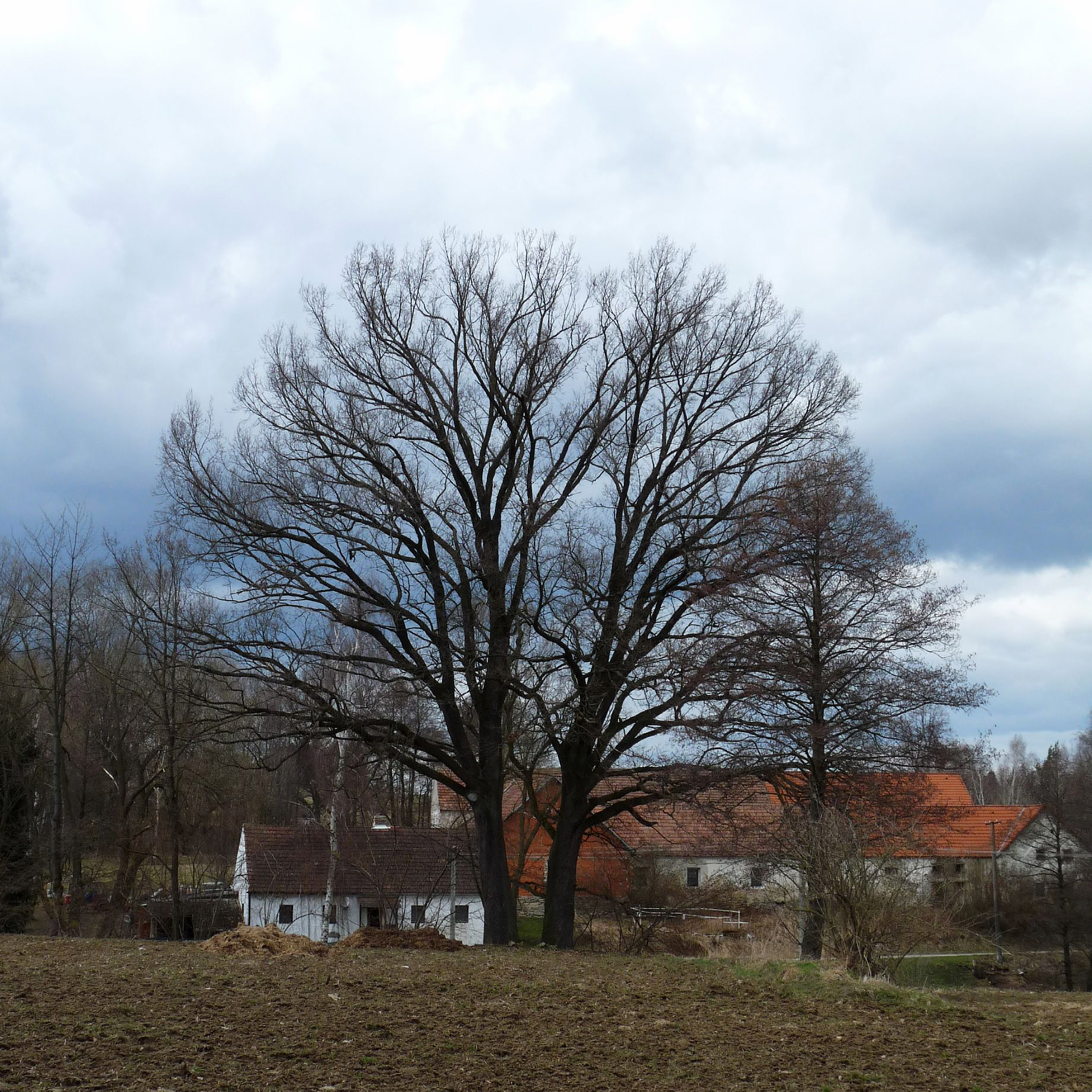
Klažarské památné duby

- V centru vesnice stojí dvojice dubů letních, památné stromy č. 103166 dle AOPK. Severně od vsi roste památný Klažarský šikmý dub (č. 103172 dle AOPK).
- Na jihu vsi při silnici se nalézá křížek s nápisem Gelobt sei Jesus Kristus in Ewigkeit.
- Jižně od vsi, při turistickém rozcestí Na Vyhlídce u Klažar (na Kamennou či Chvalkov), jsou umístěna Boží muka s datací 1886.